# Biskupiec
Ne doit pas être confondu avec Biskupiec (gmina, Nowe Miasto) ou Bischofswerder.
Biskupiec (allemand : Bischofsburg) est une ville du powiat d'Olsztyn en Pologne.

## Histoire
Bischofsburg doit son nom aux Princes-Évêques de Warmie qui, à la fin du XIVe siècle, avaient établi une forteresse à la frontière sud-est de leur royaume, bordée par la rivière Dymer. La forteresse est mentionnée dans un acte 1389. En 1395, en vertu du droit de Culm, l'évêque Henri III Sorbom octroie des privilèges à la ville. La ville et le château sont dévastés pendant la guerre de Treize Ans (1454-1466) qui oppose l'État monastique des chevaliers teutoniques à la Confédération de Prusse. Avec le traité de Thorn, la région est incorporée au Royaume de Pologne.
Dévastée à nouveau pendant la guerre polono-teutonique (1519-1521), la guerre polono-suédoise (1626-1629) et la première guerre du Nord (1655-1660), la ville voit également son développement entravé par la peste et la famine.
Avec le premier partage de la Pologne en 1772, Bischofsburg est annexée au Royaume de Prusse dans la province de Prusse-Orientale et à partir de 1818 fait partie de l'arrondissement de Rößel (de). Après la défaite allemande de la Première Guerre mondiale, lors du plébiscite de Prusse-Orientale de 1920, les habitants de Bischofsburg votent majoritairement pour le rattachement à la Pologne.
La ville est de nouveau détruite à 50% lors de l'offensive de Prusse-Orientale menée par l'Armée rouge, à la fin de la Seconde Guerre mondiale. En 1945, en vertu des résolutions de la Conférence de Potsdam, tandis que sa population allemande est expulsée, la ville devient polonaise et prend le nom de Biskupiec.

## Personnalité
- Hans Woellke (1911-1943), champion olympique du lancer du poids en 1936, est né à Biskupiec.

## Jumelages
- Bramsche (Allemagne)